# Mimetes chrysanthus
Mimetes chrysanthus  (лат.) — вид растений рода Mimetes семейства Протейные. Вечнозелёный прямой куст высотой 1—2 м. Имеет зелёные стебельчатые овальные листья  3—4,25 см длиной и 1,0—1,75 см шириной. Соцветия расположены на вершинах ветвей, имеют цилиндрическую форму. Каждое соцветие состоит из 50—70 плотных укороченных цветочных головок, каждая в пазухе зеленого листа, состоящих из 25—35 золотисто-жёлтых слегка сладко-душистых цветов. Эндемик финбоша Капской области Южной Африки. Сезон цветения длится с марта по май или июнь, но цветы могут расцвести и в любое другое время года.

## Ареал, местообитание и экология

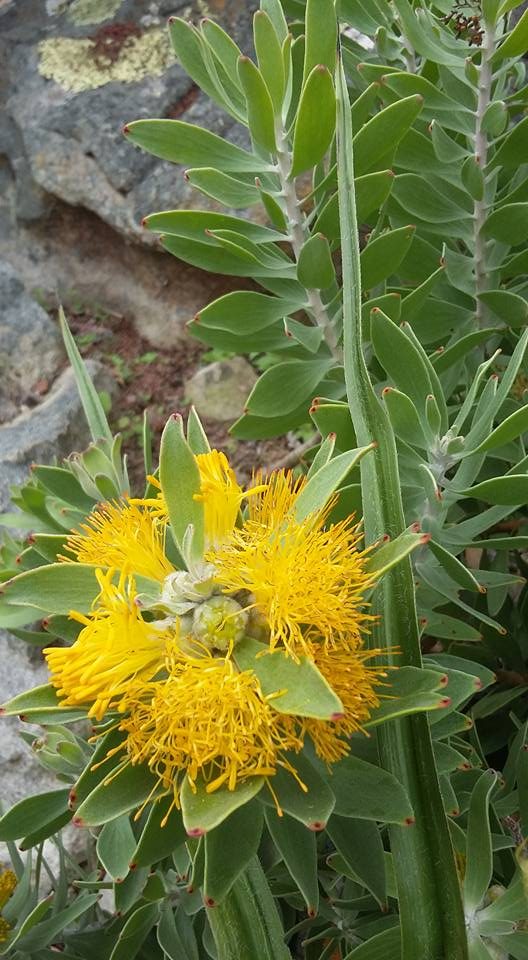
Mimetes chrysanthus (ботанический сад Кирстенбош, Кейптаун)

M. chrysanthus известен по двум ареалам. Первый, где вид был обнаружен, находится на Гамкаберге, расположенном на краю Малого Кару, другой — на Пердеберге вблизи города Герольд. На Малом Кару растёт на крутых, хорошо дренированных и бедных питательными веществами песчаных склонах, на которые летние ветра приносят немного дождя и тумана, хотя большинство осадков выпадает зимой, в среднем 400—450 мм в год. Произрастает на высоте 800—1040 м в нескольких типах песчаниковых финбос.
Цветы посещают пчёлы-плотники, такие как Xylocopa capensis, нектарница Anthobaphes violacea и Promerops cafer. Цветы — хорошие медоносы. Возможно, именно пчёлы — основные опылители, так как жёлтые цветы наиболее привлекательны для пчёл, в то время как птицы предпочитают красный цвет. Плоды, которые защищены увеличенным древесным прицветникам, созревают около восьми месяцев и падают на землю около декабря. Здесь их собирают муравьи, которые относят их в подземные гнезда.

## История изучения
Вид был обнаружен в 1987 году Вилли Джулисом, одним из хранителей заповедника Гамка. Описан южно-африканским ботаником Джоном Патриком Рурком в 1988 году и назван Mimetes chrysanthus.
Название вида chrysanthus («золотой цветок») — от греч. χρῡσός («золото») и греч. άνθος («цветок») — по ярким золотисто-жёлтым цветам вида.